# Rodolfo Falcón (nuotatore 2001)
Rodolfo Falcón (26 dicembre 2001) è un nuotatore cubano.

## Biografia
All'età di sedici anni ha preso parte ai Giochi centramericani e caraibici di Barranquilla 2018, pazzandosi 7º nei 1500 m stile libero.
Ha fatto parte della spedizione cubana ai Giochi panamericani di Lima 2019, dove si è classificato 8º negli 800 m stile libero e 13º nei 1500 m stile libero.
Ai campionati mondiali giovanili di nuoto di Budapest 2019 ha ottenuto il 44º tempo negli 800 m stile libero e il 33º nei 1500 m stile libero.
Ai primi Juegos del Caribe di Guadalupa 2022 ha vinto l'oro nei 1500 m stile libero.
Ha esordito nelle rassegne iridate ai mondiali di Budapest 2022 in cui è stato eliminati in batteria con il 26º posto negli 800 m stile libero e il 20º nei 1500 m stile libero.
Ai mondiali in vasca corta di Melbourne 2022 si è piazzato 20º negli 800 m stile libero.